# Explode
«Explode» es el cuarto sencillo del segundo álbum de estudio Folklore de la cantante luso-canadiense Nelly Furtado. Fue lanzado en 2004 en Canadá pero no en Estados Unidos. Explode fue escrita por Furtado y Gerald Ealton y producida por este último. Furtado explicó que la canción surgió de un poema que ella escribió llamado "Teenage waste" (Pérdida adolescente). La canción habla de la adolescencia y de lo que hace explotar a los adolescentes.

## Videoclip
El video fue dirigido por Bradley Clayford y Furtado y fue producido en el Centro Técnico de Toronto. Parte del video es una caricatura de Furtado que la muestra recorriendo varios lugares, y en la otra parte aparece ella cantando vestida de azul y moños en la cabeza y comienzan a caer papeles casi al final.

## Lista de canciones
1. «Explode» (versión del álbum)
2. «Força» (Armand van Helden remix)
3. «Força» (RuiDaSilva vocal remix)

## Posiciones
| Lista (2004)     | Posición máxima position |
| ---------------- | ------------------------ |
| Argentina        | 4                        |
| Austria Top 75   | 54                       |
| Holanda Top 40   | 13                       |
| Holanda Top 100  | 36                       |
| Alemania         | 34                       |
| Alemania Airplay | 24                       |
| Costa Rica       | 21                       |
| México           | 15                       |
| Suiza            | 38                       |
| Ucrania          | 24                       |